# Santino Rocchetti (album 1980)
Santino Rocchetti è il terzo album da solista del cantautore italiano Santino Rocchetti, pubblicato dall'etichetta discografica Fonit Cetra Serie Pellicano PL 403 nel 1980.
Si tratta di una raccolta di successi del cantautore laziale, che contengono, Mia, Dedicato a te, Dolcemente bambina e altri.

## Tracce

### Lato A
1. Divina (C. Daiano - S. Rocchetti) 3'10"
2. Anna no, Anna mai (A. Lo Vecchio - S. Shapiro) 4'40"
3. Tu me faie murì (C. Daiano - S. Cutugno) 3'30"
4. E tu mi manchi (A. Simonluca - A. Lo Vecchio) 3'28"
5. I miei giorni felici (G. Calabrese - B. Myles) 3'05"
6. Dedicato a te (A. Lo Vecchio - S. Rocchetti) 4'01"

### Lato B
1. Dolcemente bambina (R. Pareti) 3'38"
2. Amado mio (Devilli - D. Fisher - A. Roberts) 3'00
3. Mia (A. Salerno - U. Napolitano) 3'10"
4. Pelle di sole (A. Salerno - U. Napolitano) 3'15"
5. Armonia e poesia (A. Lo Vecchio - S. Rocchetti) 4'02"
6. Io sto con te (A. Salerno - S. Fabrizio) 4'20"